# Cross Road Blues
"Cross Road Blues" (comúnmente conocida como "Crossroads") es una canción escrita e interpretada por el artista estadounidense de blues Robert Johnson. La pieza fue ejecutada en solitario por Johnson, quien acompañó su voz con una guitarra acústica utilizando la técnica de slide de guitarra en el estilo del Delta blues. Esta canción se ha integrado al mito de Robert Johnson como una referencia al lugar donde supuestamente vendió su alma al Diablo a cambio de un talento musical excepcional. Esta interpretación se basa principalmente en el folclore del sur de Estados Unidos, que identifica un cruce de caminos (en inglés "crossroad") como el sitio donde se pueden realizar pactos faustianos, aunque las letras de la canción no hacen ninguna mención explícita a Satanás.
Es posible que "Cross Road Blues" formara parte del repertorio de Johnson desde 1932. El 27 de noviembre de 1936, Johnson grabó dos versiones de la canción. Una de ellas fue lanzada en 1937 como sencillo, escuchado principalmente en la región del Delta del Misisipi. La segunda versión, que llegó a un público más amplio, fue incluida en el álbum recopilatorio King of the Delta Blues Singers, publicado en 1961 durante el renacimiento de la música folk estadounidense.
A lo largo de los años, diversos músicos de blues han grabado sus propias versiones de la canción, generalmente en formato de conjunto con guitarras eléctricas. Las grabaciones de Elmore James en 1954 y entre 1960-1961 se consideran algunas de las interpretaciones más destacadas de las primeras versiones. El guitarrista Eric Clapton y el grupo británico de rock Cream popularizaron la canción bajo el título "Crossroads" en su álbum de 1968 Wheels of Fire. Su enérgica interpretación en estilo blues rock se convirtió en una de sus piezas más reconocidas y ha inspirado numerosas versiones posteriores.
Tanto las grabaciones de Johnson como las de Cream han recibido elogios de diversas organizaciones y publicaciones. Ambas han contribuido a que la canción sea reconocida como un estándar del blues y una obra fundamental en el repertorio de músicos de rock inspirados por este género. Clapton sigue asociado con la canción y ha utilizado su nombre para el Centro Crossroads, un centro de rehabilitación que fundó en Antigua para ayudar a personas con adicciones, así como para los festivales de guitarra Crossroads que organizó para recaudar fondos para dicha institución.

## Grabación

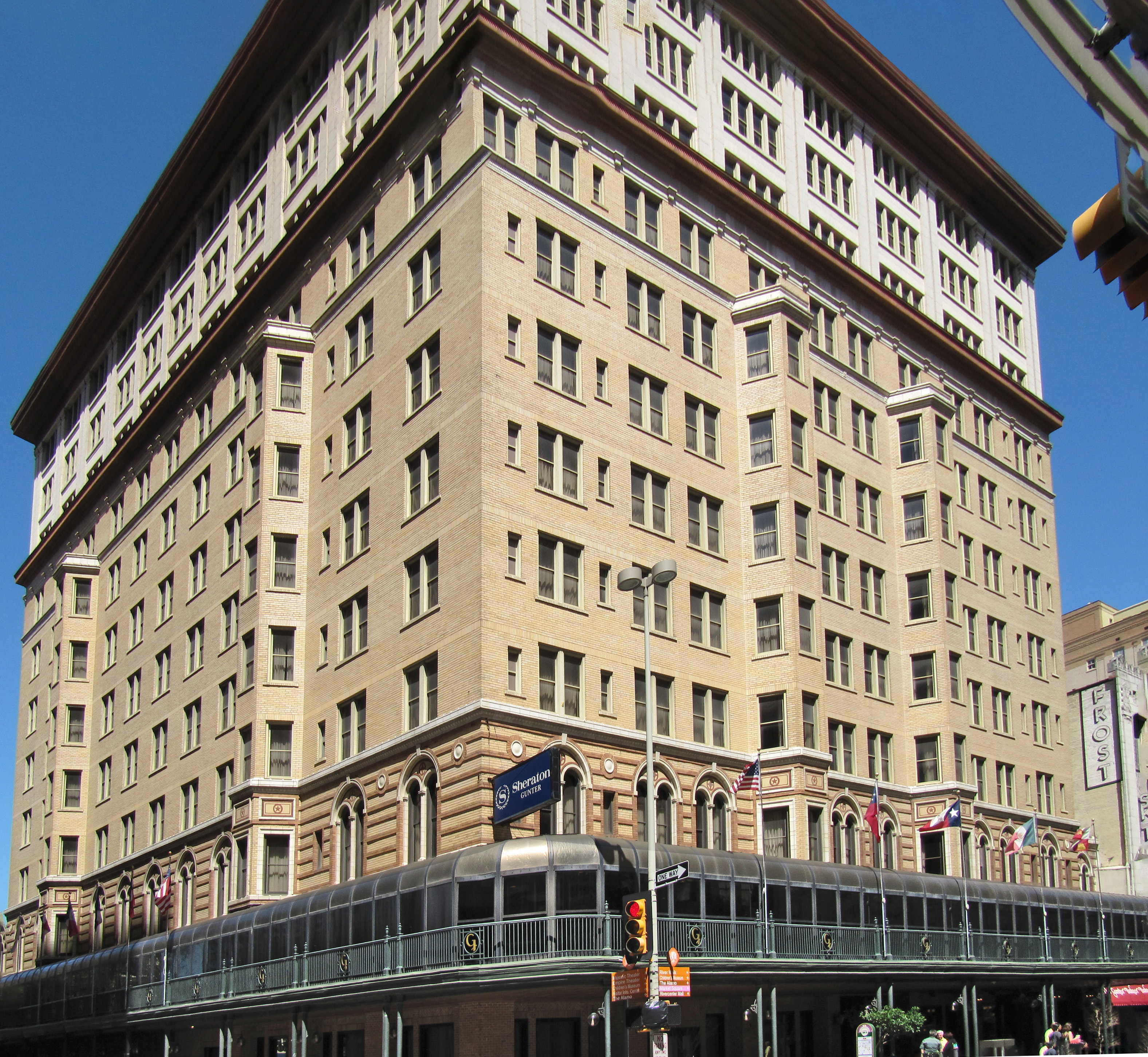
El Hotel Gunter en San Antonio, Texas, en 2010

En octubre de 1936, Johnson realizó una audición para el cazatalentos H. C. Speir en Jackson, Misisipi. Speir recomendó a Johnson a Ernie Oertle, entonces representante de ARC Records. Tras una segunda audición, Oertle organizó el traslado de Johnson a San Antonio para una sesión de grabación. Durante tres días, del 23 al 27 de noviembre de 1936, Johnson grabó 22 canciones para ARC. Durante la primera sesión, grabó sus canciones más atractivas comercialmente, que en su mayoría eran composiciones originales y reflejaban las tendencias musicales del momento, influenciadas por el piano. Entre estas piezas se encuentran "Terraplane Blues" (su primer sencillo y su grabación más popular), además de "Sweet Home Chicago" y "I Believe I'll Dust My Broom", que se convirtieron en estándares del blues tras ser interpretados por otros artistas.
La segunda y tercera sesión tuvieron lugar en San Antonio tras un descanso de dos días. En estas, Johnson recurrió a canciones de su repertorio más antiguo, reflejando los estilos de los intérpretes de blues rural como Charlie Patton y Son House, quienes influyeron en él durante su juventud. Estas grabaciones se encuentran entre las más emotivas y vigorosas de Johnson.
El viernes 27 de noviembre de 1936, durante la tercera sesión en San Antonio, se grabó "Cross Road Blues" en un estudio improvisado en la habitación 414 del Hotel Gunter. El productor de ARC, Don Law, supervisó la grabación, aunque no se sabe con certeza si tuvo alguna influencia en la selección del material o en la forma de presentarlo. Se grabaron dos versiones bastante similares de la canción.

## Letras e interpretación

Mapa del área del Delta del Misisipi, con los principales hitos de la vida posterior de Johnson ubicados en la parte norte de la región.

Una encrucijada o intersección de caminos rurales es uno de los pocos puntos de referencia en el Delta del Misisipi, una llanura extensa y sin rasgos distintivos entre los ríos Misisipi y Yazoo. Forma parte de la iconografía local, y varios negocios, como estaciones de servicio, bancos y tiendas, utilizan el nombre del cruce en su denominación. Además, es un lugar donde los automóviles tienden a reducir la velocidad o detenerse, lo que lo convierte en el punto ideal para un autostopista. En su interpretación más sencilla, Johnson expresa su frustración por no lograr que lo recogieran en una intersección antes de que anocheciera. Sin embargo, muchos ven en la canción significados más profundos, y algunos le atribuyen un carácter sobrenatural.
Ambas versiones comienzan con el protagonista arrodillado en un cruce de caminos, pidiendo la misericordia de Dios. La segunda estrofa narra sus intentos fallidos de conseguir un viaje. En la tercera y cuarta estrofas, expresa su temor a quedarse varado a medida que se acerca la oscuridad y pide que se avise a su amigo Willie Brown que "me estoy hundiendo". La primera toma, utilizada para el sencillo, incluye una quinta estrofa ausente en la segunda, en la que lamenta no tener una "dulce mujer" que lo consuele en su angustia.
Según los autores Bruce Conforth y Gayle Dean Wardlow, "muchos aficionados al blues e incluso algunos académicos han intentado vincular esta canción con un pacto satánico o faustiano" como explicación del rápido progreso que tuvo Johnson, pasando de músico promedio a uno excepcional. El folclore del sur de Estados Unidos identifica un cruce de caminos o un cementerio como el lugar de un pacto con el Diablo, una idea que el escritor musical Elijah Wald considera una probable fuente del mito. Otra posible influencia es el músico de blues del Delta Tommy Johnson (sin relación con Robert), quien se promocionaba afirmando haber hecho un trato con el Diablo. Wald escribe:
En cuanto a "Cross Road Blues", la conexión satánica debe establecerse primero citando la historia de Tommy Johnson, rastreándola a través de antiguas creencias en un espíritu oscuro que aparece en el cruce de caminos, y luego adaptándola forzadamente a una canción que nunca sugiere tal tema.
Aunque "Cross Road Blues" no contiene referencias directas a Satanás ni a un pacto faustiano, Johnson grabó posteriormente dos canciones con temas relacionados: "Hellhound on My Trail" narra su intento de escapar de un perro demoníaco que lo persigue, y en "Me and the Devil Blues" canta: "Temprano esta mañana, cuando llamaste a mi puerta, y dije 'Hola, Satanás, creo que es hora de irnos'". Estas piezas refuerzan el mito faustiano, aunque se debate cuánto promovió Johnson esta idea. El historiador musical Ted Gioia sugiere que el uso de temas satánicos generaba publicidad necesaria para los músicos de blues durante la Gran Depresión.
El historiador de blues Samuel Charters ve en la canción elementos de protesta y comentario social. La segunda estrofa incluye "el sol se está poniendo, muchacho, la oscuridad me atrapará aquí", una referencia a las "leyes del atardecer" o toque de queda durante la segregación racial en Estados Unidos. Johnson, como afroamericano, podría estar expresando un temor real a cargos por merodeo o incluso a un linchamiento. Otros sugieren que la canción aborda una soledad más profunda y personal. Los escritores Barry Lee Pearson y Bill McCulloch consideran que la quinta estrofa de la versión del sencillo captura la esencia de la canción: "abandonado, solo o maltratado, él está en el cruce, mirando en todas direcciones en busca de su mujer".

## Composición
"Cross Road Blues" refleja las raíces de Johnson en el Delta blues y pudo haber estado en su repertorio desde 1932. Es la primera grabación que muestra su dominio del estilo de su mentor Son House, especialmente en su trabajo con el slide de guitarra. El historiador musical Edward Komara identifica partes de "Straight Alky Blues" de Leroy Carr y Scrapper Blackwell (1929), junto con la posterior adaptación de Roosevelt Sykes, "Black River Blues" (1930), como precedentes melódicos. Johnson combina el enfoque urbano relajado de estos artistas con uno rural más enérgico. Komara describe el estilo de guitarra de Johnson como un "blues harp style". Este contrasta con su técnica de fingerpicking "estilo piano", que utiliza un acompañamiento estilo boogie en las cuerdas graves mientras incorpora melodía y armonía en las agudas. El estilo de armónica emplea acentos percusivos en las cuerdas graves (imitando el toque agudo de los intérpretes de armónica) y permite a Johnson explorar diferentes voicing de acordes y rellenos. Johnson usa esta técnica en "Terraplane Blues", que comparte muchos elementos con "Cross Road Blues".
La estructura de la canción se aparta del tradicional blues de doce compases. Las estrofas no son uniformes y varían entre catorce y quince compases de duración. La progresión armónica suele estar implícita más que explícita (no se usan acordes completos de IV ni V). Johnson emplea una afinación española o sol abierto con la guitarra afinada en la tonalidad de Si. Esto facilita su uso del slide de guitarra, que es tan prominente en la canción como la voz. Las partes con slide funcionan más como una "respuesta" a la voz que como acompañamiento, subrayando la tensión del oscuro conflicto de la letra. Charters caracteriza el ritmo de la canción como ambiguo, transmitiendo tanto una sensación de 4
4 como de 8
8. El escritor musical Dave Headlam detalla el ritmo de Johnson:
El compás en sí es un recurso compositivo y de interpretación que entra y sale de foco en respuesta a los ritmos fluidos y los cambios de acento en los tiempos graves. Los agrupamientos irregulares se extienden a divisiones menores del compás, con una interacción entre el 'swing' de tresillos y las divisiones binarias del tiempo... Los ritmos irregulares de Johnson y las variaciones en apoyo al compás métrico sugieren una visión más personal e idiosincrática.
Las dos versiones de la canción se interpretan a tempos moderados pero ligeramente distintos. Ambas comienzan lentamente y se aceleran; la primera tiene alrededor de 106 pulsaciones por minuto (ppm), mientras que la segunda ronda los 96 ppm. En la segunda toma, más lenta, Johnson se prepara para entrar en la quinta estrofa, pero aparentemente el ingeniero lo interrumpió debido a las limitaciones de tiempo de los discos de 78 rpm. Junto con el tempo más lento, Johnson canta las estrofas en un tono más bajo, aunque ambas versiones están en la misma tonalidad. Esto permite mayor variación y matices en la voz. Estas diferencias, junto con refinamientos en algunas partes de la guitarra, ayudan a distinguir aún más la segunda toma de "Terraplane Blues" y le otorgan un carácter propio.

## Lanzamientos

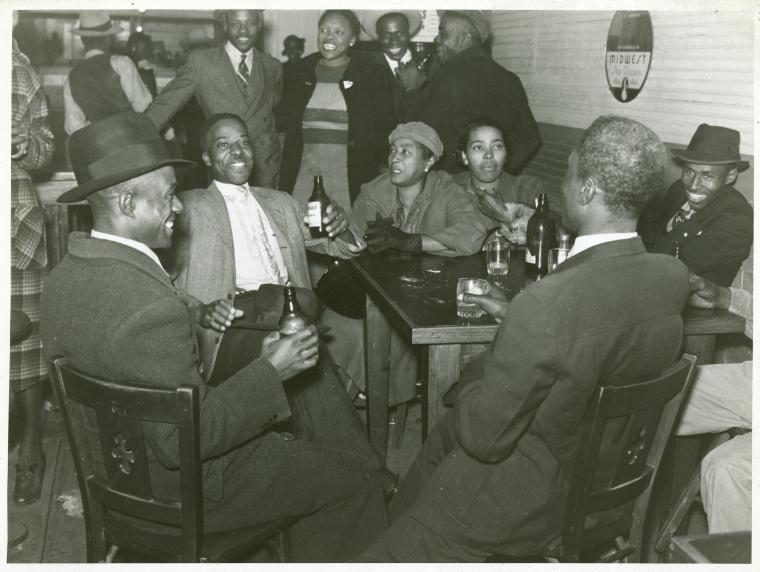
Clientes en un juke joint en Clarksdale, Misisipi, en 1939

ARC y Vocalion Records lanzaron la primera toma de "Cross Road Blues" en mayo de 1937 en el formato estándar de disco de 78 rpm de la época. Junto con el lado B "Ramblin' on My Mind", fue el tercero de los once sencillos publicados durante la vida de Johnson. Las etiquetas económicas de Vocalion, Perfect Records y Romeo Records, también distribuyeron el sencillo para su venta en tiendas de bajo costo. Aunque no hay cifras exactas de ventas, el disco "se escuchó ampliamente en el Delta", y las canciones de Johnson estaban presentes en las máquinas de discos de la región.
Como la mayoría de las grabaciones de Johnson, la versión del sencillo de "Cross Road Blues" permaneció fuera de circulación tras su lanzamiento inicial hasta la publicación del conjunto The Complete Recordings en 1990. La segunda toma se lanzó en 1961, en los últimos días del renacimiento de la música folk estadounidense. El productor Frank Driggs la sustituyó por la original en la primera recopilación en formato de disco de larga duración de Johnson, King of the Delta Blues Singers. Esta toma también se incluyó en The Complete Recordings de 1990 (con 2:29, es 10 segundos más corta que la versión original de 2:39 del sencillo). King of the Delta Blues Singers vendió alrededor de 12,000 copias, mientras que The Complete Recordings superó el millón y recibió un premio Grammy al mejor álbum histórico en 1991.

## Versiones de Elmore James
El cantante y guitarrista de blues estadounidense Elmore James, quien popularizó "Dust My Broom" de Robert Johnson, grabó dos variaciones de "Cross Road Blues". El autor James Perone describe la adaptación de James como "quizás la grabación más significativa posterior a Johnson [de una canción de Johnson] antes de la década de 1960". Ambas tituladas "Standing at the Crossroads", presentan la característica figura del slide de guitarra amplificada de "Dust My Broom" de James y un conjunto de apoyo; las letras se centran en el aspecto de amor perdido de la canción:

Estaba parado en el cruce, y mi nena no estaba cerca (2×)

Comencé a preguntarme, "¿Se está hundiendo el pobre Elmore?"

James grabó la canción por primera vez en agosto de 1954 en el nuevo estudio de Modern Records en Culver City, California. Maxwell Davis supervisó la sesión, con un grupo de músicos de estudio profesionales como acompañamiento. La canción se produjo en un estilo más moderno que Modern había usado con éxito para B.B. King, con el slide de guitarra de James más al fondo en la mezcla. Flair Records, otra etiqueta de los hermanos Bihari bajo Modern, lanzó el sencillo con "Sunny Land" como lado B. El tema se convirtió en un éxito regional, pero no alcanzó las listas nacionales. Las versiones asociadas con Modern incluyeron "Standing at the Crossroads" en varios álbumes recopilatorios de James, como Blues After Hours (Crown), The Blues in My Heart – The Rhythm in My Soul (Custom Records), y Original Folk Blues (Kent Records).
En 1959, el productor Bobby Robinson contrató a James para su grupo de sellos Fury/Fire/Enjoy. Además de material nuevo, Robinson hizo que James revisara varias de sus canciones anteriores, incluyendo "Standing at the Crossroads". James la regrabó en los Beltone Studios de Nueva York a finales de 1960 o principios de 1961, en una de sus últimas sesiones. Nuevamente, músicos de estudio proporcionaron el acompañamiento, con una sección de vientos que incluía al saxofonista barítono Paul Williams. Las etiquetas subsidiarias de Bell Records lanzaron la canción tras la muerte de James en 1965 – Flashback Records lanzó un sencillo con una reedición de "The Sky Is Crying" y Sphere Sound Records la incluyó en un álbum recopilatorio de James también titulado The Sky Is Crying. Tanto las versiones de 1954 como la de 1960-1961 aparecen en compilaciones posteriores de James, como Elmore James: The Classic Early Records 1951–1956 (1993, Virgin America/Flair) y Elmore James: King of the Slide Guitar (1992, Capricorn).

## Interpretación de Eric Clapton/Cream

### Trasfondo
A principios de 1966, mientras aún estaba con John Mayall's Bluesbreakers, Eric Clapton adaptó la canción para una sesión de grabación con un grupo de estudio improvisado, denominado Eric Clapton and the Powerhouse. El productor de Elektra Records, Joe Boyd, reunió a Steve Winwood en la voz, Clapton en la guitarra, Jack Bruce en el bajo, Paul Jones en la armónica, Ben Palmer en el piano y Pete York en la batería para el proyecto. Boyd relató que él y Clapton revisaron posibles canciones; Clapton quería grabar "Crosscut Saw" de Albert King, pero Boyd prefirió adaptar un blues rural más antiguo. Su atención se centró en las canciones de Robert Johnson, y Boyd propuso "Crossroads", aunque Clapton favorecía "Traveling Riverside Blues". Para la grabación, Clapton desarrolló un arreglo que tomaba elementos de ambas canciones.
El biógrafo Michael Schumacher describe la interpretación de Powerhouse como más lenta y basada en el blues que la de Cream. Elektra lanzó la grabación de 2:32, titulada "Crossroads", en el álbum recopilatorio What's Shakin' en junio de 1966. La canción se incluyó más tarde en The Finer Things, un conjunto de 1995 que abarca la carrera de Winwood. Tras la sesión con Powerhouse, Clapton continuó tocando con Mayall. El autor Marc Roberty incluye "Crossroads" en un repertorio típico de los Bluesbreakers a principios de 1966.

### Versión de Cream
"Crossroads" pasó a formar parte del repertorio de Cream cuando Clapton comenzó a tocar con Jack Bruce y Ginger Baker en julio de 1966. Su versión destaca por un prominente riff de guitarra con un respaldo instrumental enérgico y solos destacados. Anteriormente, Clapton había grabado "Ramblin' on My Mind" con Mayall y "From Four Until Late" con Cream, siguiendo arreglos más cercanos a las canciones originales de Johnson. Sin embargo, concibió "Crossroads" como una pieza de rock:
En ese entonces se trataba de encontrar algo que tuviera un riff, una forma que pudiera interpretarse fácilmente en un formato de banda. En 'Crossroads' había un riff muy definido. Él [Johnson] lo tocaba con acordes completos con el slide también. Yo lo tomé en una o dos cuerdas y lo embellecí. De todas las canciones, fue la más fácil de ver como un vehículo de rock and roll.
Clapton simplifica la línea de guitarra de Johnson y la adapta a un ritmo recto de corcheas o rock. Él y Bruce en el bajo enfatizan continuamente el riff a lo largo de la canción, dándole un impulso métrico fuerte y regular, combinado con la batería de Baker. Las medidas irregulares de Johnson se estandarizan en secciones típicas de doce compases, donde la progresión de blues I-IV-V se establece claramente. Clapton no adopta la técnica del slide de guitarra ni la afinación abierta de Johnson; en cambio, sigue el enfoque de solos de guitarra eléctrica de B.B. King y Albert King. También emplea una innovación de Johnson, el patrón de doble shuffle o walking bass de boogie, mientras canta (Johnson solo lo usó durante dos compases en "Cross Road Blues").
Clapton también simplifica y estandariza las líneas vocales de Johnson. Schumacher califica la voz de Clapton en "Crossroads" como su mejor y más segura con Cream. Además de usar las letras iniciales y finales de Johnson, agrega dos veces la misma sección de "Traveling Riverside Blues":

Voy a Rosedale, llevaré a mi compañera a mi lado (2×)

Todavía puedes tocar fuerte, nena, junto al río

Durante el interludio instrumental, Cream adopta un enfoque improvisatorio característico de sus actuaciones en vivo posteriores. Las líneas de bajo de Bruce mezclan ritmo y armonía, y Baker añade rellenos y técnicas más complejas típicas de bateristas en tríos de jazz. El ímpetu nunca disminuye y se refuerza constantemente. Cash Box la llamó "un nuevo ganador" para Cream y agregó que "el ardiente interludio instrumental le da a esta pista un brillo que asegurará las ventas".

### Evaluación de Clapton
El solo de guitarra de Clapton ha sido elogiado por críticos y aficionados, pero en entrevistas expresó reservas sobre su interpretación. En 1985, explicó:
Realmente no he escuchado esa canción en mucho tiempo, y en realidad no me gusta, para ser honesto. Creo que algo está mal con ella. Si escucho el solo y pienso, "Dios, estoy en el 2 cuando debería estar en el 1", entonces nunca puedo disfrutarla realmente. Y creo que eso fue lo que pasó con "Crossroads". Es interesante, y todos pueden felicitarse porque salimos de eso al mismo tiempo. Pero me molesta un poco.
En 2004, reiteró su problema para encontrar el compás y añadió:
¡No hay duda de que esa la dejé atrás rápidamente! La verdad tengo casi cero tolerancia por la mayoría de mi material antiguo. Especialmente "Crossroads". Su popularidad con Cream siempre me ha resultado desconcertante. No creo que sea muy buena... Así que nunca reviso mi material antiguo. Ni siquiera me le acerco.

### Grabación y lanzamientos
Cream grabó la canción el 28 de noviembre de 1966 para su transmisión en el programa radial Guitar Club de la BBC. Con menos de dos minutos de duración, se lanzó en 2003 en BBC Sessions. El 10 de marzo de 1968, Cream la grabó nuevamente durante un concierto en el Winterland Ballroom en San Francisco. La canción abrió la mitad en vivo del álbum doble Wheels of Fire, lanzado en agosto de 1968 por Polydor Records en el Reino Unido y Atco Records en EE. UU. Tras la disolución del grupo, Atco lanzó la canción como sencillo en enero de 1969, alcanzando el número 28 en la lista Billboard Hot 100 de EE. UU. y el 17 en Cashbox. Tanto el álbum original como el sencillo acreditan al compositor como Robert Johnson o R. Johnson, aunque Clapton y Cream reelaboraron extensamente la canción.
Cream interpretó "Crossroads" durante su concierto final en el Royal Albert Hall el 26 de noviembre de 1968. La versión ampliada de la película Cream's Farewell Concert, lanzada en 1977, incluye esta actuación. Durante su reunión de 2005, Cream volvió a tocar la canción en el Royal Albert Hall, y está incluida en el álbum y video Royal Albert Hall London May 2-3-5-6, 2005. Tras la ruptura de Cream en 1968, Clapton continuó interpretando "Crossroads" en diversos contextos, aunque en un estilo más relajado y discreto. Grabaciones en vivo aparecen en Live at the Fillmore (con Derek and the Dominos), Crossroads 2: Live in the Seventies, y The Secret Policeman's Other Ball (con Jeff Beck).

### Posible edición en la versión del álbum
El biógrafo de Clapton, Schumacher, escribe: "Dada la pasión de los solos en 'Crossroads', parece casi milagroso que Cream pueda volver a la canción en sí". Varios escritores musicales han explicado que la grabación de Cream para Wheels of Fire fue editada a partir de una actuación mucho más larga, típica del trío – en las notas del conjunto Crossroads de Clapton, Anthony DeCurtis atribuye el recorte al ingeniero Tom Dowd, pero el crítico Stephen Thomas Erlewine lo asigna al productor Felix Pappalardi, quien "juntó los mejores fragmentos de una improvisación extensa en cuatro minutos ajustados", para dar mayor continuidad al impulso de la canción.
Cuando se le preguntó si la grabación había sido editada, Clapton respondió: "No lo recuerdo... No me sorprendería en absoluto si estuviéramos perdidos en ese punto de la canción, porque eso pasaba a menudo". Barry Levenson, quien produjo el conjunto de Cream de 1997 Those Were the Days, comentó:
No está editada, y tengo una cinta del público del mismo concierto que verifica que fue una actuación típica de la canción. He escuchado muchas cintas, y todas las 'Cross Road Blues (Crossroads)' que he oído duran cuatro minutos y algo más. Nunca parecían extenderla más allá de eso.

## Reconocimiento e influencia
En 1986, "Cross Road Blues" de Robert Johnson fue incluida en el Salón de la Fama de la Blues Foundation en la categoría "Clásico de Grabación de Blues - Sencillo o Pista de Álbum". Jim O'Neal, escribiendo para la fundación, afirmó que "independientemente de la mitología y las versiones de rock 'n' roll, la grabación de Johnson fue, en efecto, una pieza poderosa, una canción que resistiría el paso del tiempo por sí misma". En 1998, recibió un premio Grammy al salón de la fama en reconocimiento a su calidad e importancia en la historia de la grabación. La revista Rolling Stone clasificó "Cross Road Blues" en el puesto 481 de su lista de 2021 de las "500 Greatest Songs of All Time". En 1995, el Salón de la Fama del Rock and Roll incluyó las versiones de Johnson y Cream en su lista sin clasificación de las "500 Songs That Shaped Rock and Roll". Rolling Stone colocó la versión de Cream en el número tres de su lista de 2003 de las "Mejores Canciones de Guitarra de Todos los Tiempos".

## Otras versiones y apariciones

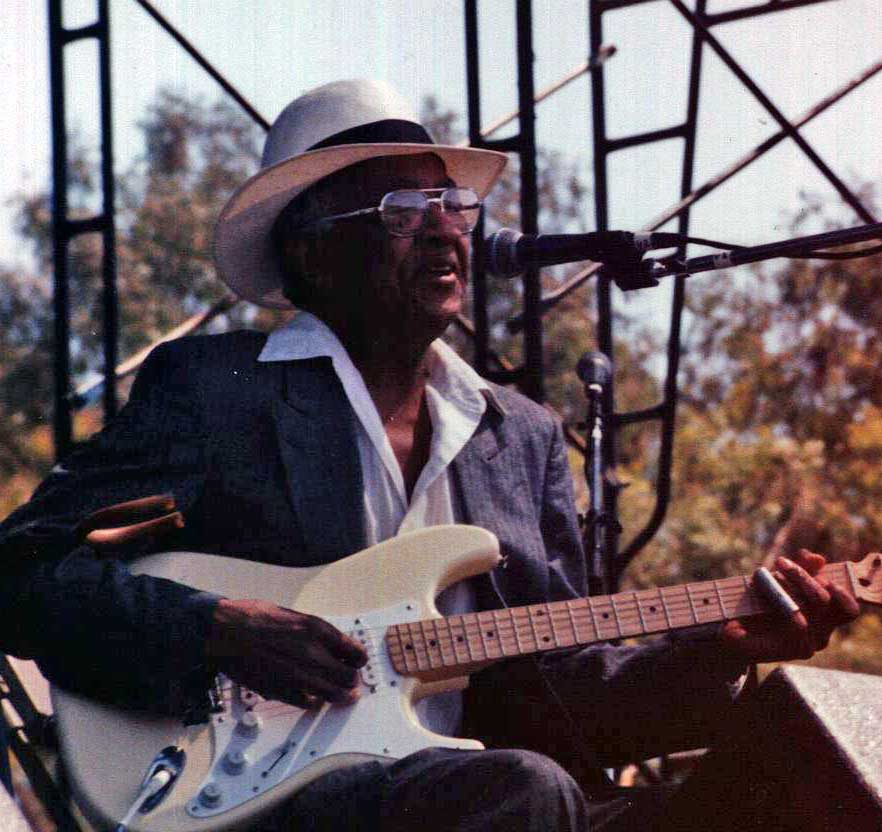
Homesick James actuando en el Festival de Blues de Long Beach en 1994

Varios músicos han grabado versiones de "Cross Road Blues", generalmente bajo el título "Crossroads". En 1950, Texas Alexander grabó la canción para Freedom Records, siendo este su último sencillo. La elección demuestra un interés continuo en la canción de Johnson mucho después de su lanzamiento original en 1937. Una reseña en Living Blues señala: "Texas Alexander acelera el ritmo tan decididamente en el estándar del Delta 'Cross Roads' que no puedes evitar sonreír". Alexander proporcionó la voz, acompañado por el guitarrista Leon Benton y el pianista Buster Pickens, listados como "Benton's Busy Bees".
Homesick James, quien grabó y giró con su primo Elmore James, registró una versión el 23 de julio de 1963. Homesick derivó su estilo de guitarra de Elmore, que el crítico Bill Dahl describe como "trabajo slide agresivo, a veces caótico". A diferencia de Elmore, Homesick basó las letras en las originales de Johnson. La sesión produjo su único sencillo para USA Records de Chicago, "Crossroads" con "My Baby's Sweet" como lado B. El autor Colin Larkin lo describe como "la pista más famosa de Homesick... Sus ritmos contundentes y su bottleneck amplificado la convirtieron en un hito en el blues urbano".
Además de ser un estándar del blues, "Crossroads" es popular entre artistas de blues rock. En sus primeros días, Lynyrd Skynyrd interpretó la canción en concierto como bis antes de reemplazarla por "Free Bird". Una versión en vivo está incluida en el álbum de 1976 One More from the Road. El grupo sigue el arreglo de Cream, evocando su sonido formativo de rock sureño. En 2004, el grupo canadiense de rock Rush grabó la canción para Feedback, un EP de versiones. Thom Jurek escribe en una reseña de AllMusic: "una actuación estridente y arrolladora... [el guitarrista Alex] Lifeson deja a Eric quién-sea en el polvo [y el bajista Geddy Lee en] su momento de gloria en este corte arrasa con la canción". Rush también participó en un jam estelar de "Crossroads" en la ceremonia de inducción al Salón de la Fama del Rock and Roll de 2013. Otros participantes incluyeron a Chuck D, Darryl DMC, Gary Clark Jr., John Fogerty, Ann Wilson, Nancy Wilson, Dave Grohl, Taylor Hawkins, Tom Morello y Chris Cornell.
La canción también se ha utilizado en publicidad. El autor Greil Marcus identifica dos apariciones destacadas con versiones rock por intérpretes no identificados: en 1997, la cervecera estadounidense Anheuser-Busch la usó durante el lanzamiento de "Cross Roads Beer"; y las promociones de automóviles "Crossroads of American Values" de Toyota en 2000 usaron una versión en anuncios transmitidos por las tres grandes cadenas de televisión estadounidenses. Según Marcus, los escenarios joviales y celebratorios de los anuncios son incongruentes con las letras de Johnson. Años después de grabar la canción, Clapton utilizó su nombre para el Centro Crossroads, una instalación de rehabilitación de drogas que fundó, y para los festivales de guitarra Crossroads para recaudar fondos para esta.